# Західна Аттика
Західна Аттика (грец. Δυτική Αττική) — периферійна одиниця в Греції (колишній ном), розташований в районі Аттика. Столиця — Елевсін.

## Муніципалітети і комуни
| Муніципалітет | Назва грецькою | Місцева влада (якщо відрізняється) | YPES код |
| ------------- | -------------- | ---------------------------------- | -------- |
| Ано Ліосія    | Άνω Λιόσια     |                                    | 1101     |
| Аспропіргос   | Ασπρόπυργος    |                                    | 1102     |
| Елефсін       | Ελεύσινα       |                                    | 1104     |
| Ерітрес       | Ερυθρές        |                                    | 1105     |
| Філі          | Φυλή           |                                    | 1112     |
| Мандра        | Μάνδρα         |                                    | 1108     |
| Мегара        | Μέγαρα         |                                    | 1109     |
| Неа-Перамос   | Νέα Πέραμος    |                                    | 1110     |
| Вілія         | Βίλια          |                                    | 1103     |
| Зефірі        | Ζεφύρι         |                                    | 1106     |
| Комуна        | Назва грецькою | Місцева влада (якщо відрізняється) | YPES код |
| Магула        | Μαγούλα        |                                    | 1107     |
| Іноі          | Οινόη          |                                    | 1111     |

| Греція | Це незавершена стаття з географії Греції. Ви можете допомогти проєкту, виправивши або дописавши її. |